# Jumilhac-le-Grand
Jumilhac-le-Grand – miejscowość i gmina we Francji, w regionie Nowa Akwitania, w departamencie Dordogne.
Według danych na rok 1990 gminę zamieszkiwało 1260 osób, a gęstość zaludnienia wynosiła 19 osób/km² (wśród 2290 gmin Akwitanii Jumilhac-le-Grand plasuje się na 344. miejscu pod względem liczby ludności, natomiast pod względem powierzchni na miejscu 77.).